# Holconia insignis
Holconia insignis là một loài nhện trong họ Sparassidae.
Loài này thuộc chi Holconia. Holconia insignis được Tord Tamerlan Teodor Thorell miêu tả năm 1870.